# Коломенське (станція)
Коло́менське (рос. Коломенское) — вузлова залізнична станція Павелецького напрямку Московської залізниці у Москві. Входить до Московсько-Горьківського центру організації роботи залізничних станцій ДЦС-8 Московської дирекції управління рухом. За основним характером роботи є проміжною, за обсягом роботи віднесена до 3 класу.
Станція побудована при відкритті залізниці від  Павельця до Москви.
Розташовано у районі Нагорний, біля Варшавського шосе. Є пересадковою на станцію метро «Варшавська». Поруч, з боку Варшавського шосе, розташовано торгово-дозвільний центр «Варшавський», з іншого боку від залізниці розташовано великий продовольчий ринок — Торговий комплекс «На Варшавці».
На станції дві пасажирські острівні платформи, сполучені підземним переходом зі станцією метро. Обладнані турнікетами. Першу платформу використовують для звичайних поїздів (колії I, II), з другої поїзди відправляють лише декілька разів в день (колії III, V). Працюють дві каси, одна з них — у підземному переході перед входом у метро, інша — перед виходом з переходу з боку Каширського проїзду.
Від північної горловини станції відходить електрифікована сполучна лінія до непасажирської станції Канатчиково Московської кільцевої залізниці.

## Послуги
| Попередня зупинка | Лінія | Лінія                         | Лінія | Наступна зупинка |
| ----------------- | ----- | ----------------------------- | ----- | ---------------- |
| Нагатінська       |       | Лінія Павелецький напрямок МЗ |       | Чертаново        |